# European Digital Cinema Forum
L'European Digital Cinema Forum (EDCF) fondé à Stockholm en 2001, est une institution européenne du secteur cinématographique consacrée au cinéma numérique.

## Historique

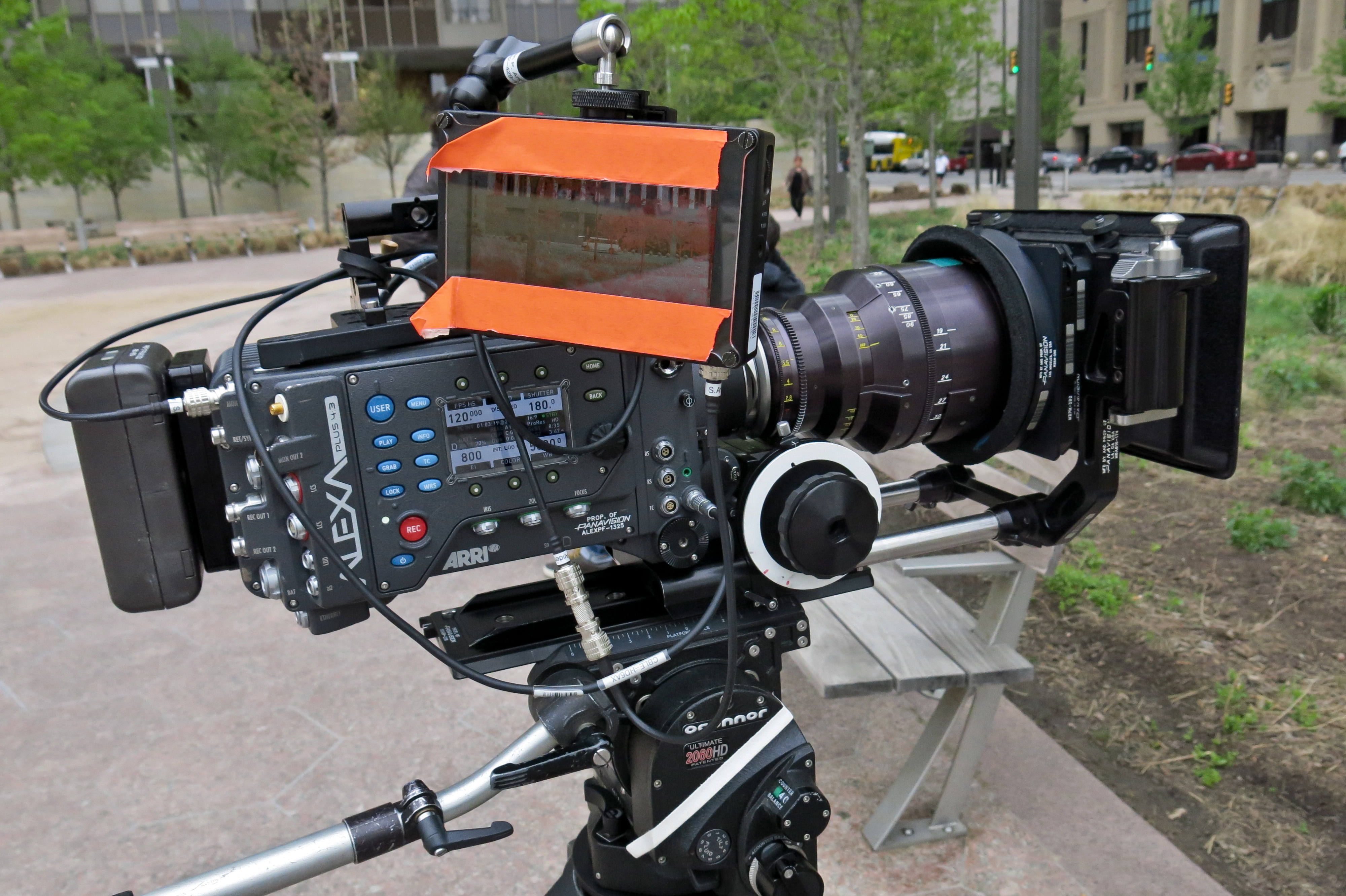
Caméra de cinéma numérique Alexa de Arri.
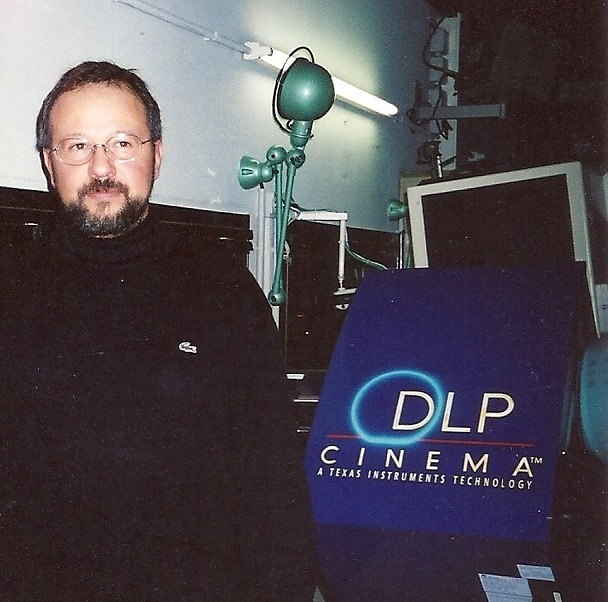
Projecteur prototype de cinéma numérique de Texas Instruments.

- 2000 : Première projection publique européenne du cinéma numérique par Philippe Binant[1],[2].
- 2000 : Première réalisation d'un long métrage en cinéma numérique par Pitof[3].
- 2001 : Première démonstration de transmission de cinéma numérique par satellite en Europe d'un long métrage cinématographique par Bernard Pauchon, Alain Lorentz, Raymond Melwig et Philippe Binant[4].
- 2001 : Création de l'European Digital Cinema Forum.